# Cethosia palawana
Cethosia palawana är en fjärilsart som beskrevs av Hans Fruhstorfer 1900. Cethosia palawana ingår i släktet Cethosia och familjen praktfjärilar. Inga underarter finns listade i Catalogue of Life.